# Metal Blade Records
Metal Blade Records es una compañía discográfica estadounidense fundada en 1982 por Brian Slagel, con oficinas en los Estados Unidos, Alemania y Japón. Tiene como distribuidora a Sony BMG Music Enternatinment/RED Distribution en los Estados Unidos. Anteriormente, su distribuidora fue Warner Bros. Records, desde 1988 hasta 1992. Varios artistas de Metal Blade han aparecido en las listas del Billboard 200, entre los que destacan Fates Warning (la primera banda de Metal Blade en alcanzar este logro), As I Lay Dying, Slayer, Cannibal Corpse, The Black Dahlia Murder, GWAR, King Diamond, Job for a Cowboy, The Red Chord y Unearth. El único grupo en alcanzar un disco de oro o platino con un contrato vigente con Metal Blade ha sido Goo Goo Dolls.
Las oficinas de la compañía discográfica se encuentran en Simi Valley, California.

## Artistas

### Actuales
| - Abnormality - Act of Defiance - Aeon - Allegaeon - Amon Amarth - Anaal Nathrakh - Anima - Arch/Matheos - Armored Saint - As I Lay Dying - Barn Burner - Battlecross - Behemoth - Beverly Hellfire - Beyond the Shore - Beyond the Sixth Seal - The Black Dahlia Murder - Bloodclot - Blood Stain Child - Bolt Thrower - Brainstorm - Byzantine - Candiria - Cannibal Corpse - Cataract - Cattle Decapitation - Charred Walls of the Damned - Church of Misery - The Crown | - Cult of Luna - Cut Up - Dawn of Ashes - Desaster - Destrage - The Devil's Blood - Dew-Scented - Disillusion - Don Jamieson - Downfall of Gaia - DragonForce - Ensiferum - Exumer - Facebreaker - Falconer - Fleshcrawl - Fleshwrought - Flotsam and Jetsam - Gehennah - Goatwhore - God Dethroned - GWAR - Gypsyhawk - Hail of Bullets - Hammers of Misfortune - Harm's Way - Hate - Hate Eternal - House of Heavy - If These Trees Could Talk - Igorrr - In Solitude - Intensus | - Jim Breuer and The Loud & Rowdy - Jim Florentine - Job for a Cowboy - Killswitch Engage - King Diamond - King of Asgard - Lay Down Rotten - Lightning Swords of Death - Lizzy Borden - Malefice - Mercyful Fate - Mother Feather - Mount Salem - Native Construct - Neaera - Negligence - The Ocean Collective - Oh, Sleeper - One-Way Mirror - OSI - Overcast - Paths of Possession - Pentagram - Pilgrim - Poison Headache - Polluted Inheritance - Primordial - Psyopus - RAM - Razor of Occam - The Red Chord | - Return to Earth - Revocation - Rivers of Nihil - Rose Funeral - Sacrifice - Satan's Wrath - Serpentine Dominion - Shai Hulud - Sister - Six Feet Under - Skyforger - Slough Feg - Soilent Green - System Divide - Theories - Tommy Giles Rogers - Transatlantic - Tombs - Trioscapes - Twitching Tongues - Týr - Uncle Acid & the Deadbeats - Unearth - Visigoth - Vomitory - Whitechapel - Wovenwar |

### Pasados
| - Anacrusis - Anima - Anvil - Batushka - Betsy - Bitch - Candlemass - Cataract - Chemlab - Chinchilla - Cirith Ungol - Cities - Corrosion of Conformity - Cradle of Filth - Criminal - Crisis - Cryptic Slaughter - Dance Club Massacre - Dark Funeral - Decoryah - Diabvlvs in Mvsica - Diamond Head - Dies Irae - Dirty Rotten Imbeciles - Dr. Know - Epidemic - Fate - Galactic Cowboys - Goo Goo Dolls - GWAR | - Hecate Enthroned - I Killed the Prom Queen - Ignorance - Immolation - In Extremo - In Ruins - Jacobs Dream - King's X - Lamb of God - Lay Down Rotten - Lord Belial - Mercyful Fate - Metallica - Merauder - Mortification - Neal Morse | - Omen - Panic - Phoenix Mourning - Rigor Mortis - The Red Death - Sanctus - Scar Symmetry - Skrew - Slayer - Spock's Beard - Symphony X - Tourniquet - The Crimson Armada - The Crown - Vehemence - Voivod - Slaughter House - Winter Solstice |